# Ozero Artokol'
Ozero Artokol' är en saltsjö i Kazakstan. Den ligger i den norra delen av landet, 400 km norr om huvudstaden Astana. Arean är 0,21 kvadratkilometer.